# Regeringen Eduard Heger
Regeringen Eduard Heger var en regering i Slovakiet ledet af premierminister Eduard Heger 2021-2023. Det var oprindeligt en fire-parti flertalskoalitionsregering sammensat af partierne Almindelige Mennesker og Uafhængige Personligheder (OĽaNO), Vi er famile (SR), Frihed og Solidaritet (SaS) og For Folket (ZĽ). Efter en politisk krise i sommeren 2022 forlod SaS regeringen, hvilket resulterede i en mindretalsregering.
Kabinettet blev udpeget af Slovakiets præsident Zuzana Čaputová 1. april 2021 og blev godkendt af Nationalrådet 4. maj 2021. Det blev dannet efter den tidligere premierminister Igor Matovič og hans regering havde trukket sig, hvilket afsluttede en månedlang krise, der startede på grund af Matovičs indkøb af russiske Sputnik V COVID-19-vacciner. Det var i det væsentlige en omrokering, hvor Matovič byttede stilling med sin partifælle Heger, som tidligere var finansminister. Vladimír Lengvarský blev ny sundhedsminister. Præsident Čaputová afviste Vi er families oprindelige kandidat til arbejdsministerposten Jozef Hlinka, hvilket resulterede i genudnævnelsen af Milan Krajniak.
Regeringen tabte en mistillidsafstemning 15. december 2022 og regerede som et forretningsministerium med begrænsede beføjelser, indtil den blev efterfulgt af en midlertidig regering bestående af ikke-partipolitiske eksperter ledet af Ľudovít Ódor 15. maj 2023.

## Sammensætning
| Ressortområde                                                                           | Minister | Minister            | Tiltrådt posten    | Forlod posten      | Parti                             |
| --------------------------------------------------------------------------------------- | -------- | ------------------- | ------------------ | ------------------ | --------------------------------- |
| Premierminister                                                                         |          | Eduard Heger        | 1. april 2021      | 15. maj 2023       | OĽaNO                             |
| Økonomiminister                                                                         |          | Richard Sulík       | 1. april 2021      | 13. september 2022 | SaS                               |
| Økonomiminister                                                                         |          | Karel Hirman        | 13. september 2022 | 15. maj 2023       | Udnævnt af partierne i fællesskab |
| Vicepremierminister og minister for investeringer, regional udvikling og digitalisering |          | Veronika Remišová   | 1. april 2021      | 15. maj 2023       | ZĽ                                |
| Finansminister                                                                          |          | Igor Matovič        | 1. april 2021      | 23. december 2022  | OĽaNO                             |
| Finansminister                                                                          |          | Eduard Heger        | 23. december 2022  | 15. maj 2023       | OĽaNO                             |
| Viceminister for lovgivning og strategisk planlægning                                   |          | Štefan Holý         | 1. april 2021      | 15. maj 2023       | SR                                |
| Minister for transport og byggeri                                                       |          | Andrej Doležal      | 1. april 2021      | 15. maj 2023       | SR                                |
| Kulturminister                                                                          |          | Natália Milanová    | 1. april 2021      | 15. maj 2023       | OĽaNO                             |
| Forsvarsminister                                                                        |          | Jaroslav Naď        | 1. april 2021      | 15. maj 2023       | OĽaNO                             |
| Landbrugsminister                                                                       |          | Ján Mičovský        | 1. april 2021      | 8. juni 2021       | OĽaNO                             |
| Landbrugsminister                                                                       |          | Samuel Vlčan        | 8. juni 2021       | 15. maj 2023       | OĽaNO                             |
| Arbejds-, social- og familieminister                                                    |          | Andrej Doležal      | 1. april 2021      | 9. april 2021      | SR                                |
| Arbejds-, social- og familieminister                                                    |          | Milan Krajniak      | 9. april 2021      | 15. maj 2023       | SR                                |
| Sundhedsminister                                                                        |          | Vladimír Lengvarský | 1. april 2021      | 3. marts 2023      | OĽaNO                             |
| Sundhedsminister                                                                        |          | Eduard Heger        | 3. marts 2023      | 15. maj 2023       | OĽaNO                             |
| Justitsminister                                                                         |          | Mária Kolíková      | 1. april 2021      | 13. september 2022 | SaS                               |
| Justitsminister                                                                         |          | Viliam Karas        | 13. september 2022 | 15. maj 2023       | Udnævnt af partierne i fællesskab |
| Minister for uddannelse, videnskab, forskning og sport                                  |          | Branislav Gröhling  | 1. april 2021      | 13. september 2022 | SaS                               |
| Minister for uddannelse, videnskab, forskning og sport                                  |          | Eduard Heger        | 13. september 2022 | 4. oktober 2022    | OĽaNO                             |
| Minister for uddannelse, videnskab, forskning og sport                                  |          | Ján Horecký         | 4. oktober 2022    | 15. maj 2023       | Udnævnt af partierne i fællesskab |
| Udenrigsminister                                                                        |          | Ivan Korčok         | 1. april 2021      | 13. september 2022 | SaS                               |
| Udenrigsminister                                                                        |          | Rastislav Káčer     | 13. september 2022 | 15. maj 2023       | Udnævnt af partierne i fællesskab |
| Miljøminister                                                                           |          | Ján Budaj           | 1. april 2021      | 15. maj 2023       | OĽaNO                             |
| Indenrigsminister                                                                       |          | Roman Mikulec       | 1. april 2021      | 15. maj 2023       | OĽaNO                             |